# Tomosvaryella scopulata
Tomosvaryella scopulata är en tvåvingeart som beskrevs av Hardy 1962. Tomosvaryella scopulata ingår i släktet Tomosvaryella och familjen ögonflugor.
Artens utbredningsområde är Colombia. Inga underarter finns listade i Catalogue of Life.